# سلخ

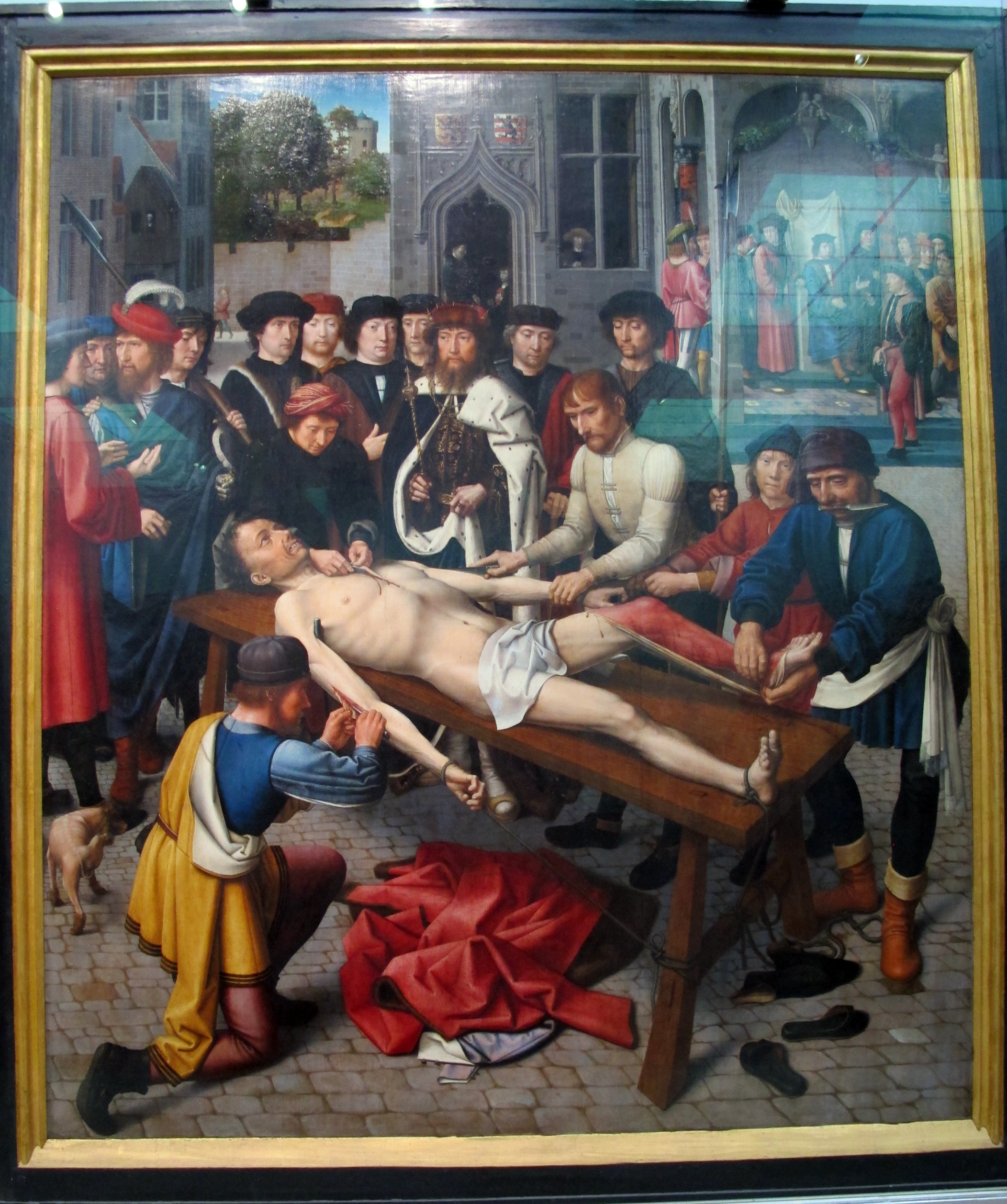

السلخ هو عملية إزالة الجلد عن الذبيحة أو الطريدة بعد صيدها بهدف استخدام لحمها كطعام أو بهدف الاستفادة من الفراء أو الشعر من أجل دباغته. قد يكون أحياناً السلخ كبرهان على الفوز بالمسابقات  كما هو الحال في صيد الغنيمة. 

## الأسلوب
توجد طريقتان شائعتان لإجراء عملية السلخ:
- السلخ بالتشليح case skinning، وفيه يتم نزع الجلد بقطع الجلد من الأطراف السفلية بعد قلب الطريدة رأساً على عقب، ومن ثم نزع الجلد كما ينزع الجورب من القدم.
- السلخ المفتوح open skinning، وفيه يشق الجلد بشق طولي من أسفل البطن إلى أسفل الفم ومن ثم بشق الأطراف، ومن ثم ينزع الجلد كما ينزع المعطف (أو السترة) من البدن.

## اقرأ أيضاً
- ذبح
- مسلخ
- إعدام بالسلخ